# Manulife Financial
Tập đoàn Manulife Financial là công ty bảo hiểm nhân thọ Canada và là tập đoàn dịch vụ tài chính, với trụ sở chính tại Toronto, Canada. Công ty hoạt động tại Canada và châu Á với tên gọi "tập đoàn tài chính Manulife" và hoạt động tại Hoa Kỳ dưới tên John Hancock. Manulife Financial là một trong những công ty bảo hiểm nhân thọ lớn nhất thế giới tính theo vốn hóa thị trường với khoảng 34.000 nhân viên.
Manulife Bank of Canada cũng là một chi nhánh con của tập đoàn tài chính Manulife.

## Lịch sử

### Công ty chứng khoán
Công ty được thành lập từ công ty bảo hiểm nhân thọ the Manufacturers từ năm 1887. Chủ tịch là Sir John A. Macdonald, thủ tướng chính phủ đầu tiên của Canada. Công ty mở rộng hoạt động sang Trung Quốc vào năm 1897 và sang Hồng Kông vào năm 1902. Công ty cũng có một văn phòng chi nhánh ở Philippines.
Năm 2012 đánh dấu kỉ niệm 125 năm hoạt động của Tập Đoàn Manulife Financial

### Công ty tương hỗ
Vào năm 1958, các cổ đông bỏ phiếu tán thành thay đổi hình thức pháp lý công ty từ công ty cổ phần sang công ty tương hỗ. trở thành một công ty tư nhân thuộc sở hữu của người được bảo hiểm

## Tài trợ và Trụ sở

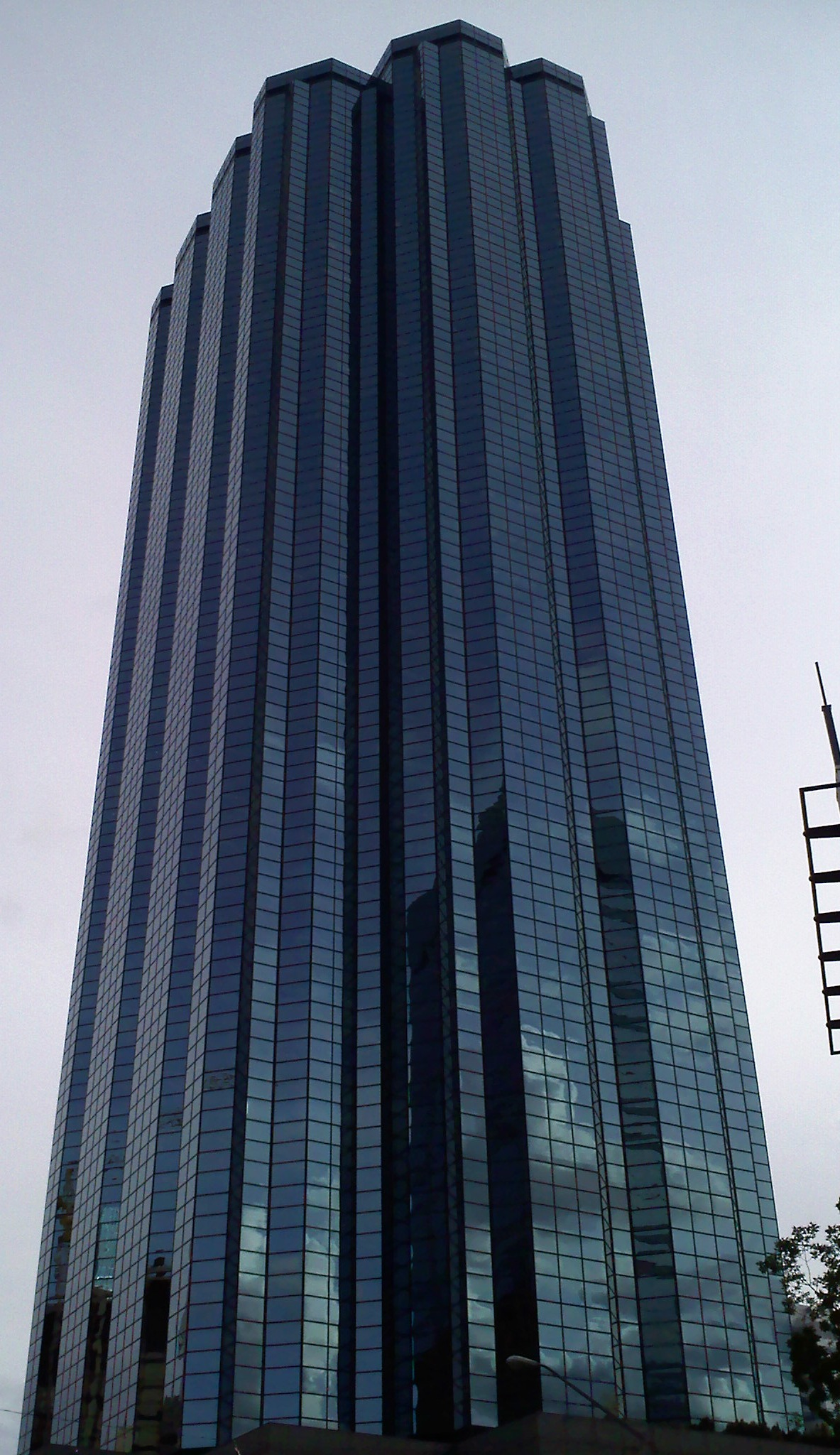
Trụ sở Manulife, Edmonton

Manulife Financial đã tài trợ toàn cầu cho Thế vận hội mùa hè 2008.
Manulife có trụ sở tại Edmonton và là tòa nhà cao nhất ở Edmonton, Alberta, Canada.